# Share (album de Baptiste Trotignon)
Pour les articles homonymes, voir Share (homonymie).
Albums de Baptiste Trotignon
Solo II
(2005) Suite...
(2010)
Share est un album du pianiste de jazz français Baptiste Trotignon sorti en 2009 sur le label Naïve.

## À propos de l'album
Il s'agit du troisième album que le pianiste français enregistre à New York. Trotignon a eu l'occasion de jouer avec les musiciens du disque précédemment : Matt Penman dans le groupe d'Ari Hoenig ; Otis Brown III dans le groupe de Sara Lazarus ; il a beaucoup joué avec Eric Harland dans le groupe de Stefano Di Battista
. Trotignon réserve à ce batteur les morceaux aux mesures impaires, qu'il maitrise parfaitement.
Une partie de l'album est enregistrée en trio. Le pianiste a eu envie d'inviter deux autres musiciens : Tom Harrell au bugle et Mark Turner au saxophone ténor. Deux morceaux (Samsara et Dexter) sont enregistrés en quintet avec Tom Harrell et Mark Turner, et Blue est joué en duo avec Harrell,.
L'album n'est constitué que de morceaux originaux, existant déjà ou écrits pour l'occasion. Ainsi Dexter est écrit en pensant à Tom Harrell sur une forme anatole dont il est le maître ; et Flow, avec sa rythmique complexe (
) pour Mark Turner. Ces morceaux mêlent évidence de la mélodie et sophistication rythmique et harmonique, à la façon de Duke Ellington ou Wayne Shorter. On peut également penser à Bill Evans, à Dexter Gordon, Bud Powell, ou encore à Ravel ou Debussy.

## Réception critique
L'album est salué par la critique : AllMusic, Voir, All About Jazz, Pianobleu.com, Goute mes disques.com, Blog de choc…

## Liste des pistes
Toute la musique est composée par Baptiste trotignon.
| No  | Titre              | Durée |
| --- | ------------------ | ----- |
| 1.  | First Song         | 4:37  |
| 2.  | Samsara            | 5:04  |
| 3.  | Mon ange           | 6:31  |
| 4.  | Dexter             | 6:15  |
| 5.  | Peace              | 4:58  |
| 6.  | Flow               | 7:04  |
| 7.  | Blue               | 4:38  |
| 8.  | Grey               | 5:48  |
| 9.  | Waiting            | 4:48  |
| 10. | Red light district | 4:24  |
| 11. | Vibe               | 4:16  |

## Personnel
- Baptiste Trotignon : piano
- Matt Penman : contrebasse
- Otis Brown III : batterie sur 2, 4 à 6, 9, 10
- Eric Harland : batterie sur 1, 3, 8, 11
- Tom Harrell : bugle sur 2, 4, 7
- Mark Turner : saxophone ténor sur 2, 4, 6